# Meinhard Starostik

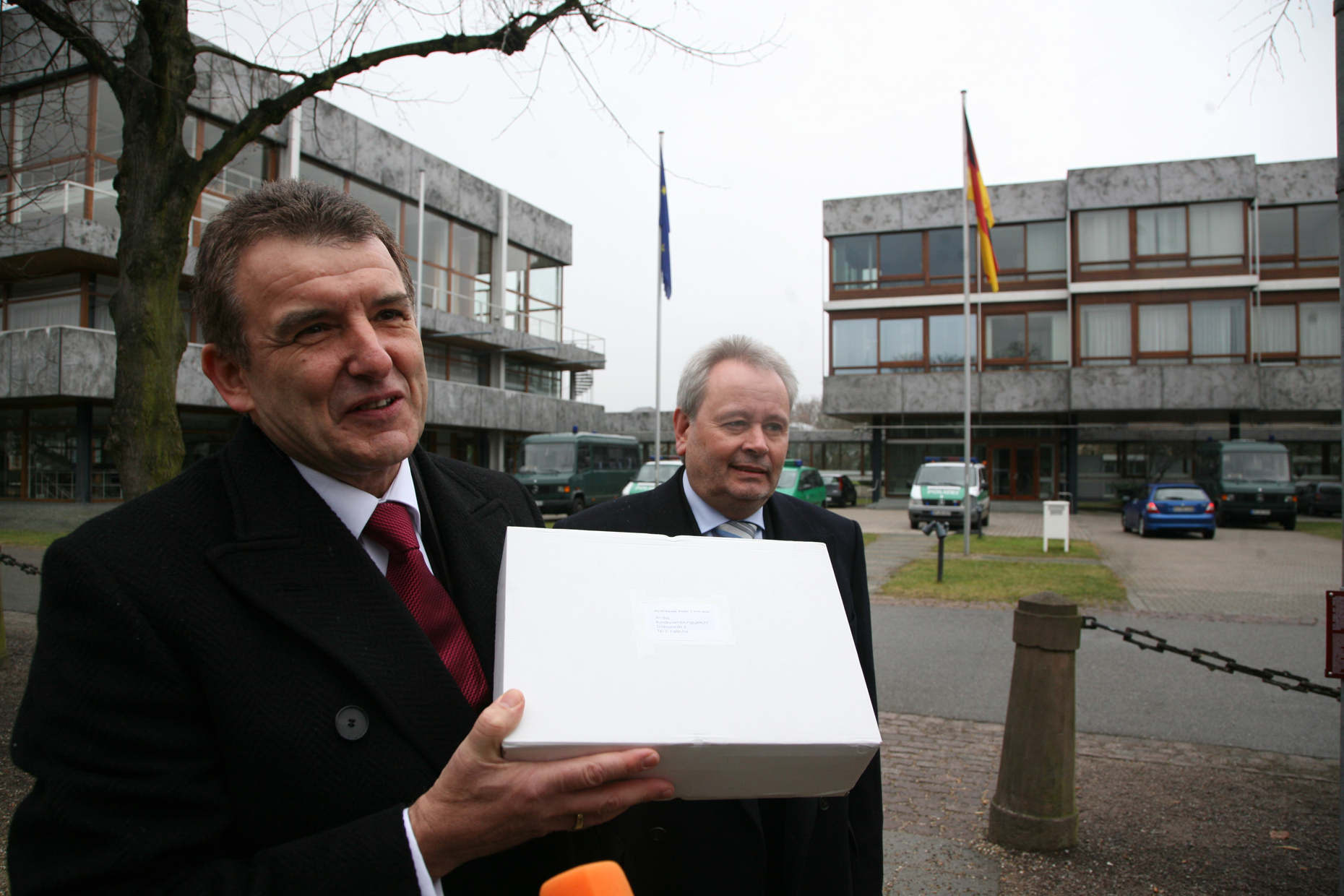
Meinhard Starostik (links) und Heinz Raschdorf mit den ersten Sammelbeschwerden gegen die Vorratsdatenspeicherung vor dem deutschen Bundesverfassungsgericht in Karlsruhe (2007)

Meinhard Holger Starostik (* 22. Juni 1949 in Marl; † 12. Juni 2018 in Berlin) war ein deutscher Rechtsanwalt und Richter am Verfassungsgerichtshof des Landes Berlin. Bekannt wurde er durch Verfassungsbeschwerden gegen die Vorratsdatenspeicherung und den elektronischen Entgeltnachweis.

## Werdegang
Starostik studierte zwei Semester Jura an der Freien Universität Berlin und engagierte sich im Sozialdemokratischen Hochschulbund (SHB). Sein juristisches Staatsexamen legte er 1973 an der Ruhr-Universität Bochum ab. Anschließend war es ihm acht Jahre nicht möglich, Rechtsreferendar zu werden, da ihm ein Eintreten in den öffentlichen Dienst durch das Ergebnis der damals üblichen Regelanfrage beim Bundesamt für Verfassungsschutz verwehrt wurde. Starostik war zuvor Mitglied im „Kommunistischen Studentenbund / Marxisten-Leninisten“ (KSB/ML), einem Ableger der KPD/ML.
Als zugelassener Anwalt vertrat er ab 1982 zunächst hauptsächlich Asylbewerber, bevor er sich 1992 in Berlin auf Wirtschafts- und Steuerrecht spezialisierte. Ab den 1980er Jahren unterstützte Starostik die Bürgerrechtsbewegung und engagierte sich insbesondere für den Schutz persönlicher Daten. So unterstützte er unter anderem den Volkszählungsboykott von 1987.
2005 reichte Starostik eine Verfassungsbeschwerde gegen die Novelle des Telekommunikationsgesetzes und die damit verbundene Speicherung von personenbezogenen Daten ein. Als Bevollmächtigter von etwa 35.000 Sammelklägern führte Starostik dann am 31. Dezember 2007 Beschwerde gegen die Vorratsdatenspeicherung, das Verfahren schrieb Rechtsgeschichte. Der bis dahin größten Verfassungsbeschwerde wurde am 2. März 2010 stattgegeben.
Am 31. März 2010 reichte er erneut Sammelklage beim Bundesverfassungsgericht ein, diesmal als Bevollmächtigter von rund 22.000 Klägern im Verfahren gegen den elektronischen Entgeltnachweis.

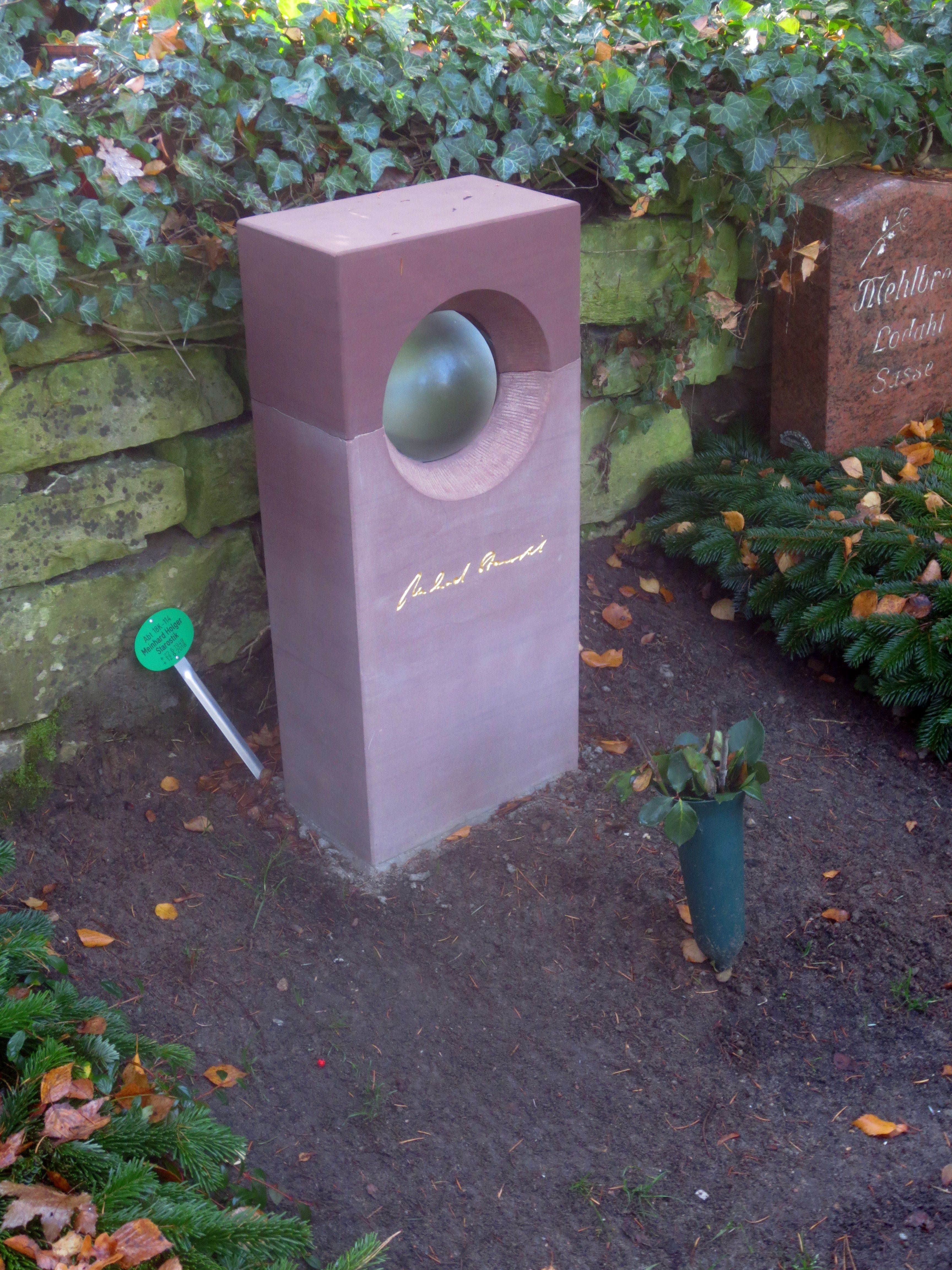
Grab von Meinhard Starostik auf dem Friedhof Heerstraße in Berlin-Westend

Am 8. März 2012 wurde Starostik auf Vorschlag der Piratenfraktion durch das Abgeordnetenhaus zum Richter am Verfassungsgerichtshof des Landes Berlin gewählt.
Starostik wurde am 25. September 2013 zum ersten Vorsitzenden des Verwaltungsrats der Cultural Commons Collecting Society (C3S) gewählt. Er engagierte sich ab 2012 öffentlich für die im Aufbau befindliche Alternative zu der Verwertungsgesellschaft für Musik-Urheberrechte GEMA.
Meinhard Starostik starb am 12. Juni 2018 nach schwerer Krankheit in Berlin. Die Beisetzung fand am 11. Juli 2018 auf dem landeseigenen Friedhof Heerstraße in Berlin-Westend statt (Grablage: 18-K-114).